# Kazimierz Tarnawski
Kazimierz Bolesław Tarnawski (ur. 9 października 1899 w Śniatynie, zm. 4–7 kwietnia 1940 w Katyniu) – kapitan intendent Wojska Polskiego, ofiara zbrodni katyńskiej. 

## Życiorys
Syn Teofila i Heleny z Muszyńskich urodzony 9 października 1899 w Śniatynie. Ukończył szkołę realną we Lwowie. 
W 1917 wstąpił do I Brygady Legionów biorąc udział w walkach z Rosjanami. Po kryzysie przysięgowym – jako obywatel austriacki – został wcielony do armii austro-węgierskiej i wysłany na front włoski. Po zakończeniu wojny powrócił do Polski biorąc udział w obronie Lwowa przed Ukraińcami.
Od 15 lutego do 1 lipca 1920 był uczniem klasy 25. Szkoły Podchorążych. Brał udział w wojnie 1920, podczas której bił się pod Warszawą z bolszewikami. 9 listopada 1920 Naczelny Wódz mianował go z dniem 1 listopada 1920 podporucznikiem w piechocie. Pozostawał wówczas w dyspozycji Naczelnego Dowództwa Wojska Polskiego. Dostał się do niewoli. W 1921, na mocy traktatu ryskiego, został uwolniony. Po powrocie zdecydował się na pozostanie w armii.
W 1927 ukończył Szkołę Młodszych Oficerów Artylerii w Toruniu. Służył w 15 pułku artylerii lekkiej w Bydgoszczy, a następnie w 8 batalionie pancernym w Bydgoszczy na stanowisku oficera gospodarczego. Na stopień kapitana został awansowany ze starszeństwem z 19 marca 1938 i 77. lokatą w korpusie oficerów intendentów, grupa intendentów. 20 sierpnia 1939 został wysłany z nadwyżkami batalionu do Ośrodka Zapasowego Broni Pancernych typ III nr 3 w Żurawicy.
Uczestniczył w kampanii wrześniowej. Po agresji ZSRR na Polskę od 19 września 1939 przebywał w niewoli sowieckiej. W lutym 1940 znajdował się na liście jeńców w obozie w Kozielsku, skąd 29 listopada 1939 wysłał ostatni list do rodziny. Między 3 a 5 kwietnia 1940 został przekazany do dyspozycji naczelnika Zarządu NKWD Obwodu Smoleńskiego – lista wywózkowa bez numeru z 2 kwietnia 1940. Między 4 a 7 kwietnia 1940 został zamordowany strzałem w tył głowy w Katyniu przez funkcjonariuszy Obwodowego Zarządu NKWD w Smoleńsku oraz pracowników NKWD przybyłych z Moskwy na mocy decyzji Biura Politycznego KC WKP(b) z 5 marca 1940. Ofiary tej zbrodni grzebano w bezimiennych mogiłach zbiorowych, gdzie od 28 lipca 2000 mieści się oficjalnie Polski Cmentarz Wojenny w Katyniu. W miejscu tym prowadzone były ekshumacje i prace archeologiczne. Po odkryciu mogił katyńskich wiosną 1943, ciało kapitana Tarnawskiego udało się zidentyfikować w toku ekshumacji nadzorowanych przez władze niemieckie pod numerem 1937 – raport dzienny z 13 maja 1943. Przy jego szczątkach znaleziono kartę z adresem: Stanisława Tarnawska, Kowno, Legionów 249, pudełeczko z drzewa (rzeźbione) oraz list. Figuruje na liście Komisji Technicznej PCK pod numerem 01937, wskazany bez imienia jako kpt. Tarno/a/wski. W Archiwum Robla w pakiecie 01231-09, wymieniony we wpisie z 10 lutego 1940, w kalendarzyku znalezionym przy szczątkach Kazimierza Szczekowskiego.
Był żonaty ze Stanisławą z Nowaków, z którą miał córkę Annę i syna Jerzego.
5 października 2007 minister obrony narodowej Aleksander Szczygło mianował go pośmiertnie na stopień majora. Awans został ogłoszony 9 listopada 2007 w Warszawie, w trakcie uroczystości „Katyń Pamiętamy – Uczcijmy Pamięć Bohaterów”.

## Ordery i odznaczenia
- Medal Niepodległości – 15 czerwca 1932 „za pracę w dziele odzyskania niepodległości”[27][28]
- Srebrny Krzyż Zasługi – 1938 „za zasługi na polu pracy społecznej”[29][4]

5 listopada 1935 Komitet Krzyża i Medalu Niepodległości ponownie rozpatrzył jego wniosek, lecz Krzyża Niepodległości nie przyznał.

## Upamiętnienie
13 kwietnia 2016, w ramach akcji „Katyń... pamiętamy” / „Katyń... Ocalić od zapomnienia”, w ogrodzie Pałacu Prezydenckiego został zasadzony Dąb Pamięci poświęconego wszystkim Ofiarom Zbrodni Katyńskiej, certyfikat z numerem 1.